# Günter Wolf (General)
Günter Wolf (* 28. April 1926 in Waldenburg, Provinz Niederschlesien; † 27. Februar 2013) war ein Generalleutnant des Ministeriums für Staatssicherheit (MfS), Kommandeur des Wachregiments „Feliks Dzierzynski“ und Leiter der Hauptabteilung Personenschutz (HA PS) des MfS.

## Leben
Der Sohn eines Bergmanns absolvierte nach dem Besuch der Volksschule von 1941 bis 1943 eine Lehre als Vermessungstechniker und wurde 1943 zum Reichsarbeitsdienst (RAD) einberufen. Dort war er bis zu seiner Einberufung zur Wehrmacht im Jahr 1944 Hauptvormann. 1945 geriet er in sowjetische Kriegsgefangenschaft, in der er bis 1948 verblieb.
Nach seiner Heimkehr wurde er 1948 bei der Volkspolizei (VP) eingestellt und trat 1949 der SED bei. 1950 besuchte Wolf einen Lehrgang an der Höheren Offiziersschule der VP und wurde anschließend in der VP-Dienststelle Prora (Rügen) eingesetzt. 1952 wechselte er zur Bereitschaft Prora der Kasernierten Volkspolizei (KVP). Nach einem weiteren Einjahreslehrgang an der KVP-Hochschule Dresden 1953/54 kam er 1956 zu NVA Schwerin und Prora.
1959 wechselte Günter Wolf zum MfS nach Berlin, wo er als Nachfolger von Oberstleutnant Walter Liebig Kommandeur des Wachregiments „Feliks Dzierzynski“ wurde. 1962/63 folgte ein weiterer Einjahreslehrgang an der Militärakademie der NVA in Dresden. 1963 ernannte man ihn zum stellvertretenden Leiter der HA PS (Personenschutz) des MfS Berlin. Von 1968 bis 1969 besuchte er die Parteihochschule der KPdSU in Moskau. Am 29. Februar 1972 wurde er zum Generalmajor ernannt. Im Januar 1974 übernahm er als Nachfolger von Generalleutnant Franz Gold die Leitung der HA PS. Neben der Aufgabe des Schutzes hoher Repräsentanten des Staates oblag ihm auch die Betreuung und Versorgung der SED-Siedlung Objekt Wandlitz. Insgesamt unterstanden ihm 1989 rund 3760 Mitarbeiter. 1979 erhielt Günter Wolf den Vaterländischen Verdienstorden in Gold und wurde am 2. Februar 1988 zum Generalleutnant befördert. Im Zuge der Wende und friedlichen Revolution wurde Wolf im Dezember 1989 von seiner Funktion entbunden und im Januar 1990 entlassen.